# Пригородний (Новосибірська область)
Пригородний (рос. Пригородный) — селище у Черепановському районі Новосибірської області Російської Федерації.
Входить до складу муніципального утворення П'ятилітська сільрада. Населення становить 28 осіб (2010).

## Історія
Згідно із законом від 2 червня 2004 року органом місцевого самоврядування є П'ятилітська сільрада.

## Населення
| 2002 | 2007 | 2010 |
| ---- | ---- | ---- |
| 24   | ↗31  | ↘28  |